# Eugène-Raphaël Echard
Eugène-Raphaël Echard, francoski general, * 1880, † 1961.